# 小行星3705
小行星3705（3705 Hotellasilla）是一颗围绕太阳公转的小行星。1984年3月4日，亨利·德波鸿诺在拉西拉天文台发现了此天体。
这颗小行星的绝对星等为234.7117856752934等。